# Felix Mader
Felix Mader (* 28. November 1867 in Obernricht; † 16. August 1941 in München) war ein deutscher römisch-katholischer Priester, Kunsthistoriker und Denkmalpfleger.

## Leben
Vom zwölften Lebensjahr an besuchte Felix Mader das humanistische Gymnasium in Eichstätt. Nach dem Abitur im Jahr 1887 immatrikulierte er sich am Bischöflichen Lyzeum, der späteren Philosophisch-theologischen Hochschule Eichstätt. Nach zwei Semestern philosophischen und sieben Semestern theologischen Studiums wurde er am 3. April 1892 im Dom zu Eichstätt zum Priester geweiht. Zunächst wirkte er in der praktischen Seelsorge in Lauterhofen (1892), Trautmannshofen (1893) sowie in der Pfarrei St. Walburg in Eichstätt (ab 1894).
Felix Mader besaß einen angeborenen Sinn für alles Schöne in der Natur und in der Kunst. Bereits während der Kaplanszeit war er durch verschiedene kunsthistorische Abhandlungen aufgefallen, so dass er am 2. November 1903 vom Bischof die Erlaubnis erhielt, an der Universität München Kunstgeschichte zu studieren. Die Münchner Jahre haben ihn entscheidend geprägt. Am 13. Februar 1905 erfolgte die Promotion zum Doktor der Philosophie mit einer Arbeit über den Bildhauer Loy Hering.
Den Plan, nach Publikation der Doktorarbeit einen längeren Studienaufenthalt in Rom anzuschließen, konnte er nicht verwirklichen. Stattdessen wurde Felix Mader 1906 vom Königlich Bayerischen Staatsministerium für Kirchen- und Schulangelegenheiten als wissenschaftliche Hilfskraft an das Königliche Generalkonservatorium berufen. Seine Aufgabe bestand darin, alle Kunstdenkmäler Bayerns zu ermitteln, zu beschreiben und ihrer Erhaltung und Pflege zu dienen. Er stieg in der Behörde nach und nach bis zum Abteilungsdirektor auf. 1917 erfolgte zusätzlich die Verleihung des Titels Kgl. Professor.
Während seiner Amtszeit arbeitete er unermüdlich an der Reihe Die Kunstdenkmäler des Königreichs Bayern. Bei seinem Tod zählte das Werk 116 Bände. Davon gab er selbst 21 Bände und 11 weitere Bände in Gemeinschaft mit einem Mitarbeiter heraus. Die enorme Arbeitsleistung war nur möglich, weil Mader die längste Zeit seines Lebens von allen Seelsorgeverpflichtungen entbunden war.
Seine Tätigkeit erforderte, dass er immer wieder an verschiedenen Orten in ganz Bayern weilte, um dort die Kunstdenkmäler zu inventarisieren. In den letzten vier Jahren vor seiner Versetzung in den Ruhestand kehrte er nach Eichstätt zurück, um die dortigen Kunstdenkmäler zu erfassen.

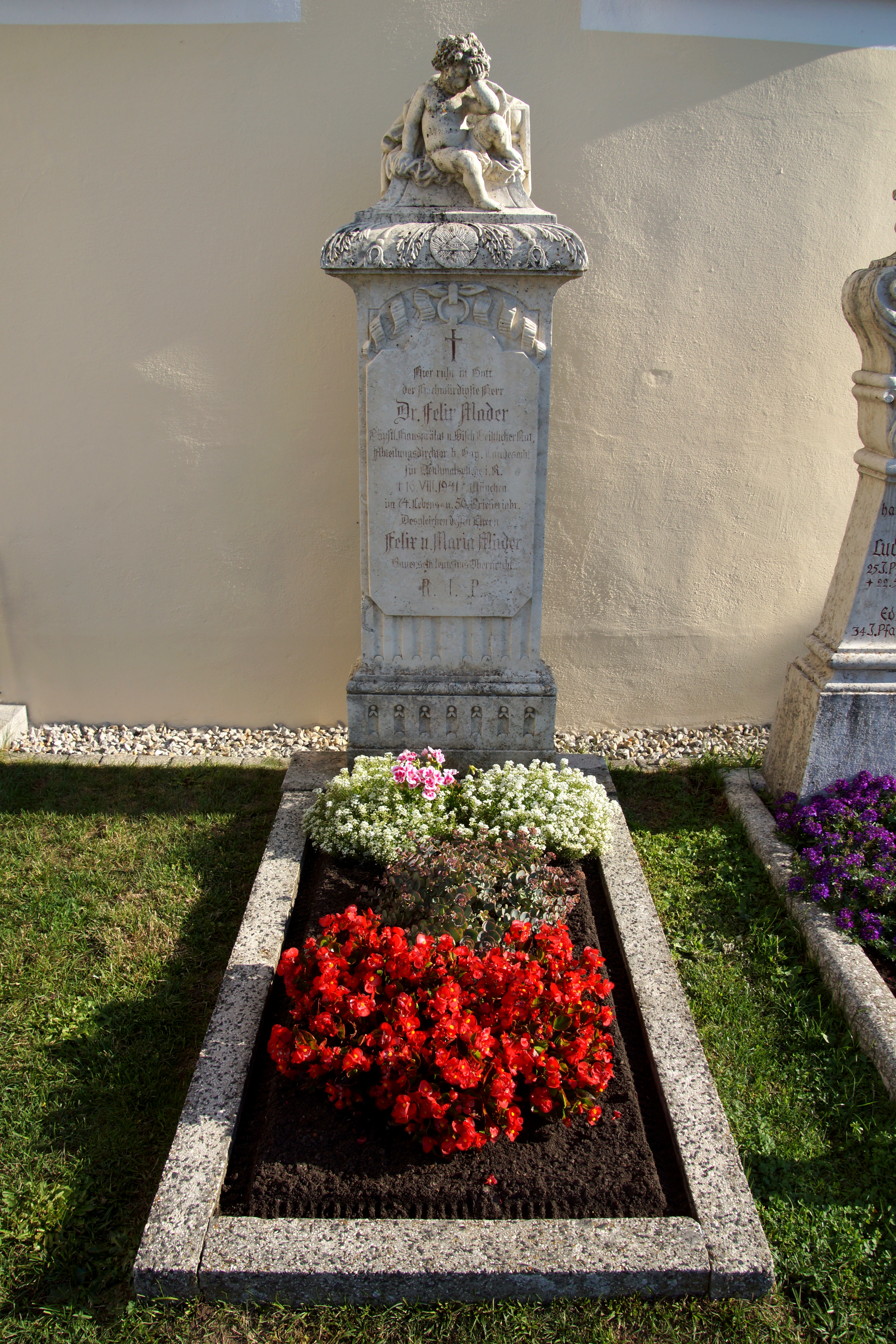
Maders Grab in Burggriesbach

Nach seiner Versetzung in den Ruhestand im Jahr 1933 widmete Mader sich noch seiner Heimat, dem oberpfälzisch-fränkischen Raum, und brachte unter anderem den Band Geschichte der südlichen Seglau heraus. Neben der Reihe Die Kunstdenkmäler des Königreichs Bayern arbeitete er noch an anderen Veröffentlichungen wie Die alte Kunst in Bayern oder Deutscher Kunstführer mit. Weiterhin beriet er auch Seelsorger im Bereich Kirchenbauten und Kirchenverschönerungen.
Maders einzigartige Leistungen wurden nicht nur von staatlicher, sondern auch von kirchlicher Seite anerkannt. So wurde er 1924 von Bischof Leo von Mergel zum Bischöflichen Geistlichen Rat und 1931 von Papst Pius XI. zum Päpstlichen Hausprälaten ernannt.
Felix Mader starb am 16. August 1941 an den Folgen einer schweren Furunkulose. Seine Grabstätte befindet sich im Friedhof von Burggriesbach.

## Veröffentlichungen (Auswahl)
- Stadt Würzburg. München 1915. Nachdruck: Oldenbourg, München/Wien 1981 (= Die Kunstdenkmäler von Unterfranken und Aschaffenburg. Band 12).
- Oberpfälzische Klöster und Wallfahrtskirchen. Filser, Augsburg 1924 (Digitalisat).